# Tiroteo en la escuela secundaria de Santa Fe
El tiroteo en la escuela secundaria de Santa Fe (Santa Fe High School) fue un suceso ocurrido el 18 de mayo de 2018 en Santa Fe, Texas, Estados Unidos, en una escuela secundaria del área metropolitana de Houston. Diez personas fueron asesinadas a tiros y trece más resultaron heridas. El presunto autor fue detenido y luego identificado por la policía como Dimitrios Pagourtzis.

## Atentado
El perpetrador comenzó a disparar un arma dentro de una clase de arte en la Escuela Preparatoria Santa Fe (Santa Fe High School) alrededor de las 7:40 a. m. CDT. Una víctima herida dijo a los periodistas que el tirador entró al aula y señaló a otro individuo, diciendo "Te mataré". Según un testigo, los estudiantes se atrincheraron en el armario de almacenamiento de la clase de arte, y Pagourtzis entró por la puerta con una escopeta. Pagourtzis dejó la sala de arte brevemente, haciendo que los estudiantes abandonaran el armario e intentaran cerrar la puerta de la sala, pero Pagourtzis abrió la puerta. Al ver a un estudiante que conocía, Pagourtzis dijo "¡Sorpresa!" y disparó al estudiante en el pecho.
Los supervivientes declararon que dos aulas de arte fueron el blanco del tiroteo y que estaban conectadas por una sala de cerámica, a la que Pagourtzis pudo acceder al dañar la ventana de la puerta y disparar a la habitación. Agentes de policía llegados a la escuela se enfrentaron al tirador, con un oficial herido e ingresado en estado crítico en un hospital local. Después de disparar en la sala de cerámica, Pagourtzis fue interceptado por un guardia de la escuela de Santa Fe y un policía estatal de Texas que intentaron que se rindiera pacíficamente. Según los informes, amenazó con dispararles a los oficiales y lo hizo repetidamente mientras hablaba a los agentes. Pagourtzis se rindió a los oficiales después de haber sido herido durante el tiroteo. Más tarde admitió en un comunicado a la policía que tenía la intención de matar a los compañeros de clase a los que disparó mientras perdonaba a los estudiantes que le gustaban, para que pudieran "contar su historia"..
De acuerdo con la declaración jurada y la denuncia presentada por la policía, Pagourtzis utilizó una escopeta Remington 870 con acción de bomba y una pistola calibre 38. Ambas armas de fuego parecen haber sido legalmente propiedad de su padre. Se encontraron varios tipos de artefactos explosivos en la escuela y fuera del campus, así como un cóctel molotov, y se advirtió a los residentes de los alrededores que estuvieran al tanto de todos los objetos sospechosos. Aparte de Pagourtzis, otras dos personas fueron detenidas por la policía como personas de interés. Uno fue detenido en la escena debido a "reacciones sospechosas" después del tiroteo, y otro fue declarado como entrevistado.

## Víctimas
Diez personas murieron y trece resultaron heridas, pero sobrevivieron. Los ocho estudiantes y dos maestras asesinados fueron:
- Jared Black, 17 años
- Shana Fisher, 16 años
- Christian Riley Garcia, 15 años
- Aaron Kyle McLeod, 15 años
- Glenda Anne Perkins, 64 años (profesora)
- Angelique Ramirez, 15 años
- Sabika Sheikh, 17 años (Estudiante de intercambio paquistaní)
- Christopher Stone, 17 años
- Cynthia Tisdale, 63 años (profesora)
- Kimberly Vaughan, 16 años

## Autor
El sospechoso fue identificado por la policía como Dimitrios Pagourtzis, de 17 años. Está acusado de asesinato múltiple y asalto agravado contra servidor público; y detenido bajo fianza. Según al menos un testigo, Pagourtzis fue víctima de intimidación por parte de múltiples estudiantes y entrenadores. La escuela refutó esas acusaciones de intimidación por parte de la facultad. Uno de sus antiguos maestros lo describió como "callado, pero no de una manera espeluznante" y nunca lo había visto dibujar o escribir en el diario de su clase algo sospechoso o inusual. Pagourtzis estaba en el cuadro de honor y jugó en el equipo de fútbol de la escuela.
Los diarios de Pagourtzis en su ordenador personal y teléfono móvil, encontrados por las autoridades después del tiroteo, indicaron que "no solo quería cometer el tiroteo, sino que quería suicidarse después, planeaba hacerlo desde hacía algún tiempo. Publicó su intenciones, pero de alguna manera resbaló a través de las grietas ". Los compañeros de clase relataron cómo en un parque acuático el día antes del tiroteo, Pagourtzis no mostró ningún signo de sus planes, y que parecía amistoso y divertido.
Tanto The New York Times como Los Angeles Times destacaron la presencia de Pagourtzis en las redes sociales. El 30 de abril, Pagourtzis publicó una foto de una camiseta con las palabras "Nacido para matar" en su página de Facebook. Pagourtzis fue enviado a la Cárcel del Condado de Galveston por diez cargos de asesinato capital junto con cargos de asalto agravado sin fianza. Pagourtzis está representado por abogados contratados por sus padres. A pesar de la naturaleza del crimen y el uso continuado de la pena capital en Texas, Pagourtzis, de 17 años, no es elegible para la pena de muerte si es condenado debido a la sentencia del 2005 del Tribunal Supremo Roper v. Simmons declarando las condenas a muerte un castigo inusual.